# Graeme Brewer
Pour les articles homonymes, voir Brewer.
Graeme Thomas Brewer, né le 1er décembre 1958 en Nouvelle-Galles du Sud, est un nageur australien, spécialiste des courses de nage libre.

## Carrière
Graeme Brewer remporte une médaille de bronze au 200 mètres nage libre aux Jeux olympiques de 1980 à Moscou. Lors de ces Jeux, il se classe aussi septième de la finale du relais 4×200 mètres nage libre et huitième de la finale du 100 mètres nage libre. Il fait partie du relais 4×200 mètres nage libre australien qui termine quatrième des Jeux olympiques de 1984 à Los Angeles.